# Amphiperatherium frequens
Amphiperatherium frequens és una espècie de marsupial de la família dels herpetotèrids que visqué durant el Miocè en allò que avui en dia és Europa. Se n'han trobat restes fòssils a Alemanya, França i Espanya. Destaca perquè és l'últim marsupial conegut que existí al continent europeu.
Un equip que incloïa membres de l'Institut Català de Paleontologia Miquel Crusafont, la Universitat de València i la Universitat de Granada descobrí restes de A. frequens a la província de Castelló, que és el punt més meridional on s'han trobat fòssils d'aquesta espècie fins ara. Durant el Miocè, aquesta regió era una de les més húmides de la península Ibèrica (tot i que no tan humida com les altres localitats europees on s'ha trobat A. frequens).